# جرز کوریوویچ
جرز کوریوویچ (انگلیسی: Jerzy Kuryłowicz; ۲۶ اوت ۱۸۹۵ – ۲۸ ژانویهٔ ۱۹۷۸) زبان‌شناس، و استاد اهل لهستان بود.

## زندگی
کوریوویچ متولد استانیسلاو، اتریش – مجارستان (در حال حاضر ایوانو-فرانکیفسک، اوکراین) است، وی را برجسته‌ترین زبان‌شناس تاریخ، سازه گرایان و نظریه‌پرداز زبان لهستانی، علاقه‌مند به مطالعات زبان‌های هند و اروپایی می‌دانند. او در دانشگاه اقتصاد و تجارت وین تحصیل کرد (۱۹۱۴–۱۹۱۳)، و پس از جنگ جهانی اول، تحصیلات خود را در دانشگاه لووو ادامه داد، جایی که مهارتهای غیرمعمول زبانی وی مورد توجه برخی از زبان شناسان برجسته قرار گرفت.
وی عضو آکادمی یادگیری لهستان و آکادمی علوم لهستان بود.